# Yaya Kerim
Yaya Kerim (ur. 10 sierpnia 1991 w Ndżamenie) – czadyjski piłkarz występujący na pozycji pomocnika. Zawodnik klubu Foullah Edifice FC.

## Kariera klubowa
Kerim karierę rozpoczynał w 2009 roku w zespole Gazelle FC. W debiutanckm sezonie wywalczył z nim mistrzostwo Czadu. W 2010 roku przeszedł do Renaissance FC. W 2011 roku zdobył z nim Puchar Ligi Czadyjskiej. W tym samym roku wyjechał do Algierii, by grać w tamtejszym USM El Harrach z ekstraklasy. W latach 2013–2015 grał w CA Bordj Bou Arreridj, a w latach 2015-2018 - ponownie w Renaissance FC. W latach 2019–2021 był zawodnikiem Foullah Edifice FC, a w 2021 - Eding Sport FC. W 2022 wrócił do Foullah Edifice FC.

## Kariera reprezentacyjna
W reprezentacji Czadu Kerim zadebiutował w zremisowanym 2:2 meczu eliminacji Pucharu Narodów Afryki 2012 z Togo.